# Manuel Amaral
Manuel Amaral, abreviando o nome civil de Manuel de Sequeira Amaral (Amarante, 13 de Novembro de 1921 — Amarante, 18 de Dezembro de 2003) foi um escritor (poeta, contista e cronista) português.
A sua infância foi marcada pelas duas deportações políticas do seu pai em 1926 e 1927.
Com o curso do ensino liceal e depois de empregos precários, ingressou nos Correios em 1945, aposentando-se em 1984.
Mais de meio cento de localidades, de Norte a Sul do país, estiveram no seu deambular profissional, que o levou também a Lisboa, onde durante anos foi instrutor de operadores postais.
Sócio da Sociedade Portuguesa de Escritores.
Durante alguns anos foi delegado em Portugal das Publicações Imbondeiro, de Sá da Bandeira, hoje Lubango, Angola.
Co-coordenador dos Encontros da Imprensa Cultural, realizados na década de 60 em Torres Vedras, Guimarães, Figueira da Foz (dois), muito à revelia do poder político de então que, por exemplo, em Cascais, à última hora, fechou as portas do Teatro.
Arquivo Sonoro - Autores portugueses, antes de 25 de Abril: Recuperadas sete das gravações de entrevistas, do acidente que queimou o micromotor do magnetofone, onde se ouvem as vozes de: Luís Veiga Leitão (véspera da partida para o Brasil), António Borga, Aureliano Lima, Jorge Ferreira da Silva, Manuel da Fonseca, Manuel Pinto e Lucinda Araújo.

## Homenagens
- Placa na casa onde nasceu na Rua 31 de Janeiro em Amarante.
- Placa na casa da Feitoria, também em Amarante, onde faleceu.[1]
- Rua Escritor Manuel de Sequeira Amaral em Amarante.

## Obras individuais

### Poesia
- Imperfeitos, 1942
- Os Dias Caem Verdes, 1974
- 6 Poemas no Caminho, 1984
- Díptico para 3 Cidades Soviéticas, 1988
- Gente, Terras, Dia-a-Dia, 2003

### Conto
- Terra Lavrada, 1953
- Uma Borboleta na 5ª Sala, 1961
- Defesa da Ilha, 1962
- Sol na Janela, 1963
- Praganas, 1996
- Alpondras, 2002

### Conto infanto-juvenil
- Uma História da Abelhinha e outra do Cão Mico, 2002

## Obras colectivas

### Poesia
- A Teixeira de Pascoaes, 1952
- Mákua 1, 1962
- Poemabril, 1984 e 1994
- Rosalírica, 1985
- 35 Textos para Paulo Cid (Um Dia Alguém Há-de Escrever de Mim), 1992
- Da Poesia, 1995
- Cântico em Honra de Miguel Torga, 1996
- 100 Anos - Frederico Garcia Lorca, 1998

### Conto
- Imbondeiro Gigante 1, 1963
- Contos Premiados 1983, 1984
- Histórias do Porvir, 1998

### Livros escolares
- O Tagarela, um livro para ensinar e aprender - 4º ano de escolaridade, 1980
- Varinha de Condão - 4º ano de escolaridade, 1982
- Mensagens em Português 7, 1994

### Estudos, prefácios e outras intervenções
- Portugal Económico, Monumental e Artístico, 1941
- História da Educação Brasileira, 1972
- I e II Congressos de Escritores Portugueses, 1975 e 1982
- Poesia de Nunes Ferreira, 1983
- Poesia de Amarante, Anos 80, 1984
- Amarante Visitada, 1985
- Eleonor na Serra de Pascoaes, de António Cândido Franco, 1992
- Os CTT nas Artes, Ciências e Letras, 1994
- A Cidade e o Rio, s/ data
- Amarante, uma Ponte entre a História e a Natureza, 1997

### Hemeroteca
O V vol. do Dicionário Cronológico de Autores Portugueses, pgs. 112 a 114, regista colaboração em duas dezenas de títulos de jornais nacionais, uns tantos do estrangeiro, meia dúzia de revistas nacionais e o mesmo de estrangeiras, em muitas das quais avulsamente, outras com alguma assiduidade, formando conjuntos a aprofundar temas, talvez de interesse.
- Alguns títulos publicados em Portugal:
Diário de Lisboa, O Primeiro de Janeiro, Jornal de Moura, O Penafidelense, O Marcoense, O Vila Realense, Vida Ribatejana, O Jornal de Felgueiras, Jornal da Costa do Sol, Voz da Madeira, Planície, Jornal de Évora, Notícias de Guimarães, Notícias da Figueira, Democracia do Sul, Flor do Tâmega, O Jornal de Amarante, The Anglo-Portuguese News, Oeste Democrático, Badaladas, Jornal de Lousada.
Estrangeiros:
Valls D'Andorra, O Lusitano, Poble Andorrà, La Mañana, Labor, Ciudad,A Xanela, Jornal Imbondeiro.
Revistas nacionais:
Vértice, Portugal Ilustrado, Bandarra, Correios e Telecomunicações, Schola et Vita, Sol XXI, Cadernos do Tâmega, Águas Furtadas, etc.
- Pois, quem não tem cão caça com gato, identicamente o que não chega ao livro agarra-se às "folhas de couve", isto é, à imprensa de província que lhe seja acessível, regional ou de curta circulação.
- Acontece assim na página mensal ângulo, com 36 números, de 1966/70, no jornal amarantino, Flor do Tâmega.
- No boletim do CDCR de Lisboa, meses Julho/Agosto 1974, seis páginas sobre Uma Semana na Ilha da Madeira.
- Em Poble Andorrà - diari independent, do principado de Andorra, de Janeiro a Março de 1975, de que foram publicados, pelo menos, quatro artigos, com ilustrações alguns, de títulos: l'Olor dels clavells roigs, els germans desconeguts, devant el televisor e el Palau de Cristal.
- Cartas do Norte, 18 números em Oeste Democrático, Torres Vedras, anos 1976/78.
- Cartas para o Sul, 8 números em Notícias do Sul, Évora, 1977/78.
- 4 números de O Jornal de Amarante em Nov./Dez. 1979 sobre António do Lago Cerqueira.
- O nosso conterrâneo Teixeira de Pascoaes, 12 números do mesmo jornal, 1979/80.
- Ainda no mesmo jornal Página 5, 150 números mensais, anos 1984 a 1996.
- No mesmo, 4 números sobre o centenário de nascimento de Augusto Casimiro, em 1989.
No jornal Badaladas, de Torres Vedras, crítica de livros de poesia, durante meses.